# Карол Милослав Лехотски
Карол Милослав Лехотски (слч. Karol Miloslav Lehotský; Лалић, 16. септембар 1879 — Брно, 4. март 1929) био је први академски сликар словачког порекла.

## Порекло, детињство и младост
Карол Милослав Лехотски потиче из разгранате племићке породице Лехотски. Према белешкама његовог оца, породица је била пореклом из Турчијанске жупе. Његов отац, по занимању учитељ, се такође звао Карол Милослав Лехотски и рођен је 1846. године у Похову. Преселио се у Бачки Петровац 1866. године где је радио у оквиру Недељне школе и Друштва балко-евангеличких учитеља. У Петровцу се 1866. оженио Емилијом Мрвовом са којом је имао деветоро деце: Емилију Божену, Људмилу и Божену који су рођени у Петровцу, као и Душана, Владимира, Даринку, Карола Милослава, Олгу и Марију који су рођени у Лалићу где се породица преселила 1873. године. Карол Милослав Лехотски је рођен у Лалићу 16. новембра 1879. године као седмо дете у породици. Основну школу је завршио у Лалићу, а гимназију је похађао у Сарвашу од 1892. до 1894. Учење му није ишло, па је напустио гимназију и отишао у Сомбор где је, заједно са братом Душаном учио браварски занат. Због болести је морао да напусти занат. Почео је да ради као шегрт код фирмописца, молера и израђивача псеудоуметничких предмета, али га је и отац током овог периода материјално подржавао. У Сомбору је урадио своје прве слике. Његов таленат је увидео професор Вацлав Брожик и Лехотски се уписује на прашку ликовну академију. Његов таленат је био довољан да добије две стипендије које су му доделила удружења Чехословенско јединство (слч. Československá jednota) и Радхошћ (слч. Radhosť), али му је током студија помагао и његов рођак Жигмунд Мелфербер из Мартина.
Лехотски је у Прагу студирао са Јарославом Аугустом, са којим се спријатељио, и Густавом Малим. На академији је био познат као изванредан цртач, али и као веома скроман и стидљив, висок младић бледог тена са дугом црном косом и искричавих очију. Још као студент је много обећавао и много се очекивало од њега. Сликарско усавршавање је наставио у Бечу, али због лошег финансијског стања се није задржао и вратио се у Лалић. Није га држало место и зато се 1900. године сели у Нови Сад, а већ следеће године Ружомберку, где је боравио кратко пре него што се поново вратио у Лалић, где га је обузела меланхолија па се преселио у Оџаке на пар месеци након чега се вратио у Лалић. У ово време се у Ходоњину организовала велика изложва на којој је изложено 151 дело разних сликара укључујући и Лехотског. Томаш Андрашковић, Јасрослав Аугуста, Јозеф Ханула и Милан Митровски су били још неки од сликара који су изложили своја дела. Укупно је било више хиљада посетилаца ове изложбе, која је трајала свега месец дана.

## Сликарска каријера
Након успеха на изложби у Ходоњину, Лехотски учествује у низу других изложба. Своју прву самосталну изложбу је реализовао у Мешћанској Беседи у Ухерском Храдишћу где је приказано 50 његових најновијих радова. Лехотски је почетком 20. века насликао и олтарску слику Тајна вечера за евангеличку цркву у Бачком Петровцу. Током лета 1910. године учествовао је на изложби у Лухачовицама где је изложио три слике. Први светски рат је дочекао у Бачкој, у Гложану код сестре Ољге Туроци. Овде је сликао околину Гложана и оближњу Фрушку гору. Наводно је током боравка у Новом Саду насликао портрет српског краља Петра, због чега га је војска пратила и било му је забрањено да слика у природи ван села и због притиска се преселио у Загреб. Овде је приредио и једну самосталну изложбу и остао све до краја рата када се враћа у Гложан. У овом периоду је почео и да се друштвено ангажује и залагао се за то да се словачка гимназија оснује у Бачком Петровцу, а не у Новом Саду, подржавао оснивање штампарије у Петровцу и приредио је прву уметничку изложбу војвођанских Словака за време првих Словачких народних свечаности 28. августа 1919. године. На овој изложби су први пут јавно били изложени радови тада непознате младе сликарке Зуске Медвеђове. Лехотски је 1923. отишао у Братиславу и овде је излагао своје радове у салону Словачког клуба. Последњи пут се појавио на изложби портрета словачких писаца и културних делатника у Мартину 1928. године у време Народних свечаности. Централно место у оквиру експозиције заузимала је његова слика Хероизам Словака - Љубав (слч. Slovenský heroizmus - Láska) и његова визија Сама Томашика, аутора химне Хеј, Словени.

### Ликовно дело
Ликовно дело Карола Милослава Лехотског чине портрети, пејзажи и месијанистичко-теозофске фигуралне композиције. Његово стваралаштво је могуће пратити још од времена када је радио као шегрт у Сомбору 1895. године. Из тог периода је сачувано неколико цртанки са многобројним портретима и фигуралним композицијама. Његова најстарија сачувана дела урађена у техници уље на платну су ликовна алегорија годишњих доба (Пролеће 1896; Јесен 1896) и фигуралне композиције и портрети (Тајна 1897; Јаношиков отац 1897 и Фауст и Маргарета) приказани на романтичан начин бидермајер епохе. У овај његов стваралачки период спада и неколико портрета. Међутим, најбројнија сачувана дела Лехотског уз портрете су пејзажи. Неке пејзаже и портрете је намерно сликао у овалном и елипсастом облику а не у уобичајном облику четвороугла, јер је сматрао да сам облик слике има одређену мистичну или метафизичку димензију. Лехотски заузима значајно место у историји словачке ликовне уметности због његове импресионистичке, а у неким случајевима чак и поентилистичке интерпретације пејзажа.

## Писање
Карол Милослав Лехотски се бавио и писањем. Писао је текстове за брошуре и плакате, који су имали духовни карактер. Сам себе је сматрао за теозофа и "духовног човека", односно "биће које живи у вечитом духу".

## Смрт и наслеђе
Лехотски је преминуо у Брну 4. марта 1929. године од упале плућа. Сахрањен је на централном гробљу у Брну, а сахрану је организовало Друштво словачких сликара, чији је Лехотски био члан. У Бачком Петровцу је прва изложба након његове смрти организована већ 1929. године, а потом се обележавао сваки јубилеј: 1954. године је изложено неколико радова у Народном музеју у Бачком Петровцу, у Галерији Бланто је 1980. године са малим закашњењем урађена изложба поводом стогодишњице његовог рођења и 50. годишњице његове смрти, као и 2004. године када је обележено 125 година од његовог рођења. Лехотски је био толико значајан за Бачки Петровац да се 1994. године отвара Галерија Карол Милослав Лехотски у Гимназији Јан Колар.

## Галерија
- Портрет Павела Јозефа Шафарика, уље на платну
- Prezident Masaryk (Председник Масарик; портрет Томаша Гарига Масарика), уље на платну
- Цртеж словачког момка и девојке у традиционалној ношњи
- Manželia Lehotskovci (Брачни пар Лехотски), уље на платну
- Portrét neznámej ženy (Портрет непознате жене), цртеж